# Panomètre de Leipzig
Le panomètre de Leipzig, (Leipzig Panometer) est un ancien gazomètre à Leipzig reconverti depuis 2003 en panorama et en salle d'exposition des œuvres de Yadegar Asisi. Le terme de « panomètre » est un mot-valise commercial formé à partir de panorama et gazomètre.
Le bâtiment est une rotonde de 30 à 49,4 m. de haut et de 57 m. de diamètre. Il est situé à proximité de la Richard-Lehmann-Straße (Bundesstraße 2) à Leipzig-Connewitz. 